# Veia cerebral magna
A veia cerebral magna é uma veia da cabeça.